# Madagascar : Opération Pingouins
Madagascar : Opération Pingouins (Madagascar: Operation Penguin) est un jeu vidéo de plates-formes développé par Vicarious Visions et édité par Activision, sorti en 2005 sur Game Boy Advance.
Il met en vedette les pingouins du film Madagascar.

## Accueil
- Jeuxvideo.com : 9/20[1]